# Clavia
Clavia DMI AB (Clavia Digital Musical Instruments AB) is een Zweedse fabrikant van toetsinstrumenten.

## Geschiedenis
Clavia werd in 1983 opgericht door Hans Nordelius en Mikael Carlsson, die vanuit hun kelder begonnen met het bouwen van digitale drumapparatuur onder het dochtermerk ddrum. De instrumenten werden in 1984 gebouwd in een kenmerkende rode kleur en waren in die tijd de eerste commercieel verkrijgbare digitale drums. De klanken kwamen uit een EPROM-chip en men gebruikte echte drumvellen, in tegenstelling tot andere merken met rubber vlakken. Dit bedrijfsonderdeel werd in 2005 verkocht aan het Amerikaanse Armadillo Enterprises, Inc.
In 1995 presenteerde Clavia de Nord Lead, en maakte hiermee de virtueel analoge synthesevorm bekend. In 1997, 2001 en 2007 kwamen respectievelijk de Nord Lead 2, 3 en 2X uit met vele verbeteringen. Het meest opmerkelijke waren de oneindig draaibare knoppen met led-verlichting rondom de knop.
Er is in 2008 een Nord Lead Anniversary Model geproduceerd om het 25-jarig bestaan van het bedrijf te vieren. Hiervoor is een gelimiteerde oplage van 299 stuks van de Nord Lead 2X geproduceerd.
In 1997 kwam Clavia met de Nord Modular. Hiermee kon in essentie een eigen virtueel analoge synthesizer worden gebouwd. In 2004 kreeg het model een update, de Nord Modular G2.
In 2001 werd de Nord Electro uitgebracht. Het was ontworpen om de klassieke elektromechanische instrumenten na te bootsen, zoals het Hammondorgel, een elektrische piano en het Hohner klavinet. Voor de piano's worden samples gebruikt, en de orgelklanken worden opgewekt met een digitale simulatie.
Clavia kwam in oktober 2007 met de Nord Wave, waarmee samplefunctionaliteit werd toegevoegd aan de virtueel analoge klankbron van de Nord Lead-serie. In maart van 2012 werd de Nord Drum uitgebracht, een virtueel analoge drumsynthesizer.
De Nord Piano werd geïntroduceerd in 2010. Hierbij werden de pianoklanken van de Nord Electro 3 gebruikt, en in een behuizing met 88 gewogen toetsen gebouwd.
In 2021 produceert Clavia alleen nog toetsinstrumenten onder dochternaam Nord (naar hoofdontwerper Hans Nordelius), die met de hand worden geassembleerd.

## Producten

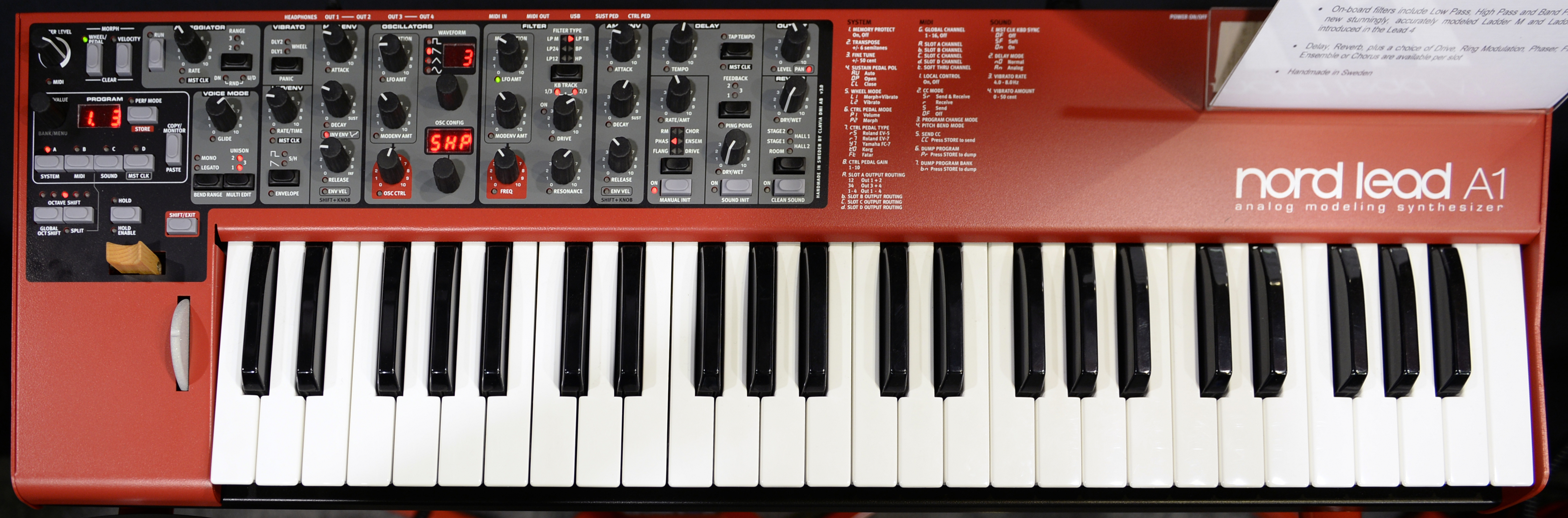
Nord Lead A1

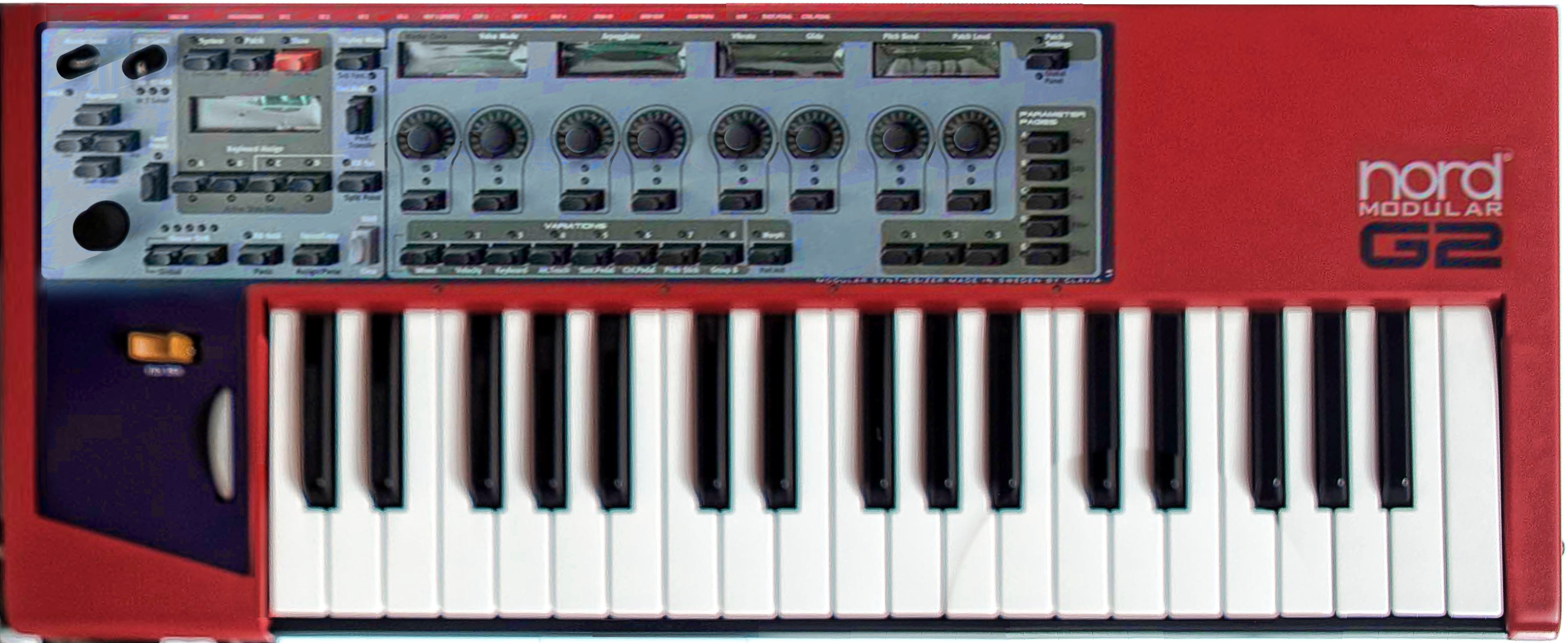
Nord Modular G2

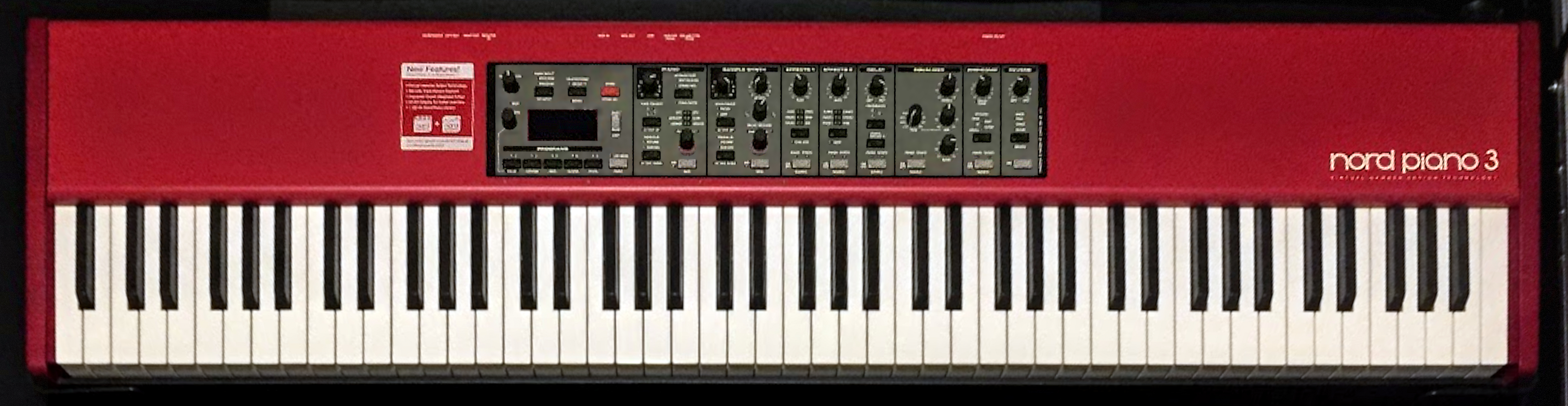
Nord Piano 3

In 2023 worden de volgende instrumenten geproduceerd:
- Nord Stage 3 en 4, een podiumkeyboard
- Nord Piano 5, een podiumpiano
- Nord Grand, een podiumpiano
- Nord Electro 6, virtueel elektromechanisch keyboard
- Nord Lead A1, virtueel analoge synthesizer
- Nord Wave 2, synthesizer met virtueel analoge en FM-klanken
- Nord Drum 3P, een percussieinstrument

### Oude producten
- Nord Stage, 2 en EX
- Nord Piano, 2, 3 en 4
- Nord Lead 4
- Nord C1, C2 en C2D
- Nord Electro 2, 3, 4
- Nord Lead, 2 en 2X
- Nord Drum, 2
- Nord Modular, G2
- Nord Wave

## Galerij

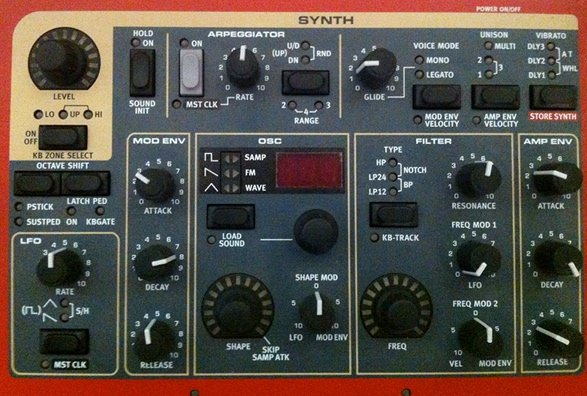
Nord Stage 2 paneel
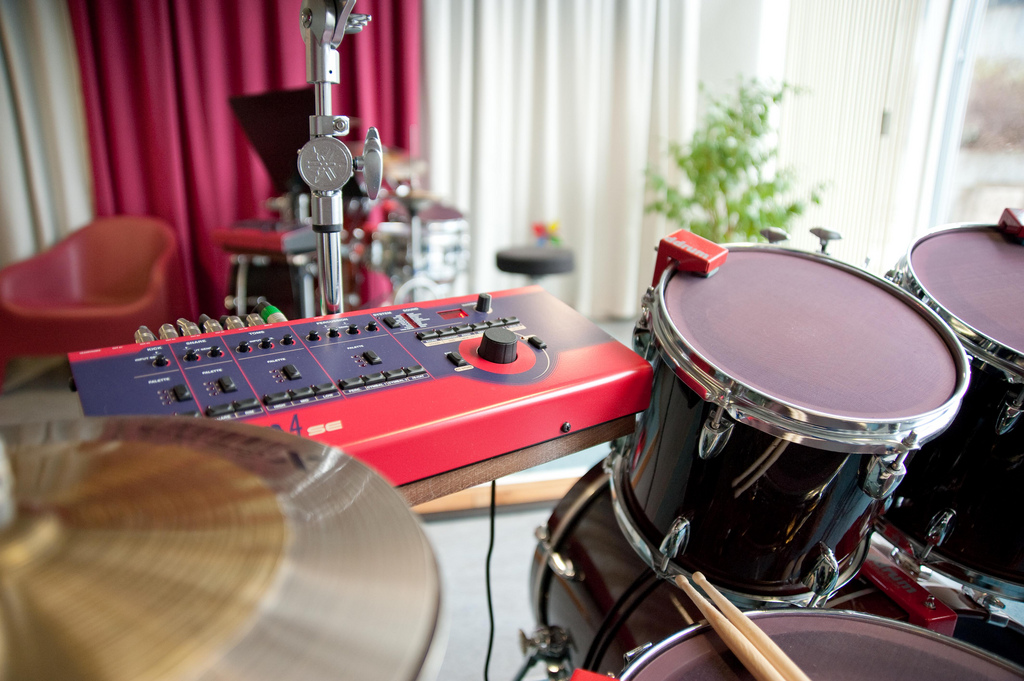
ddrum 4 SE
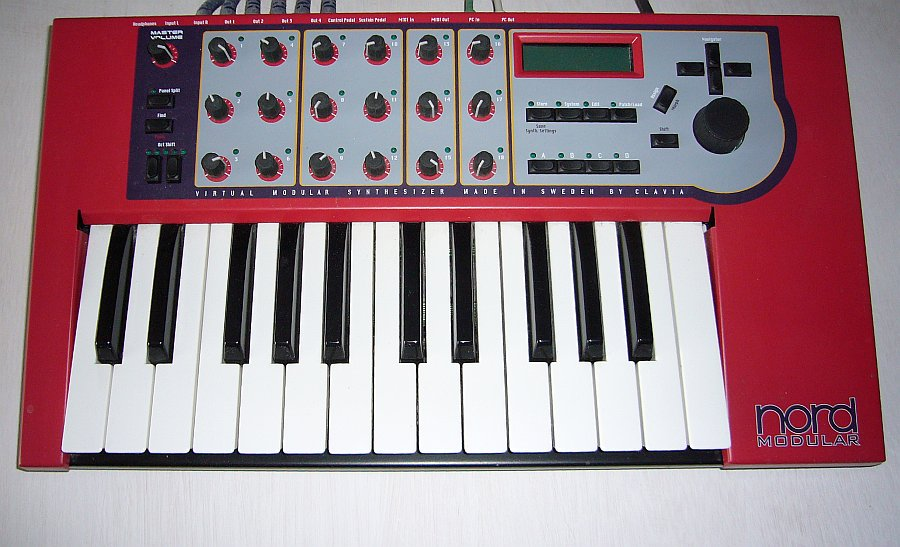
Nord Modular
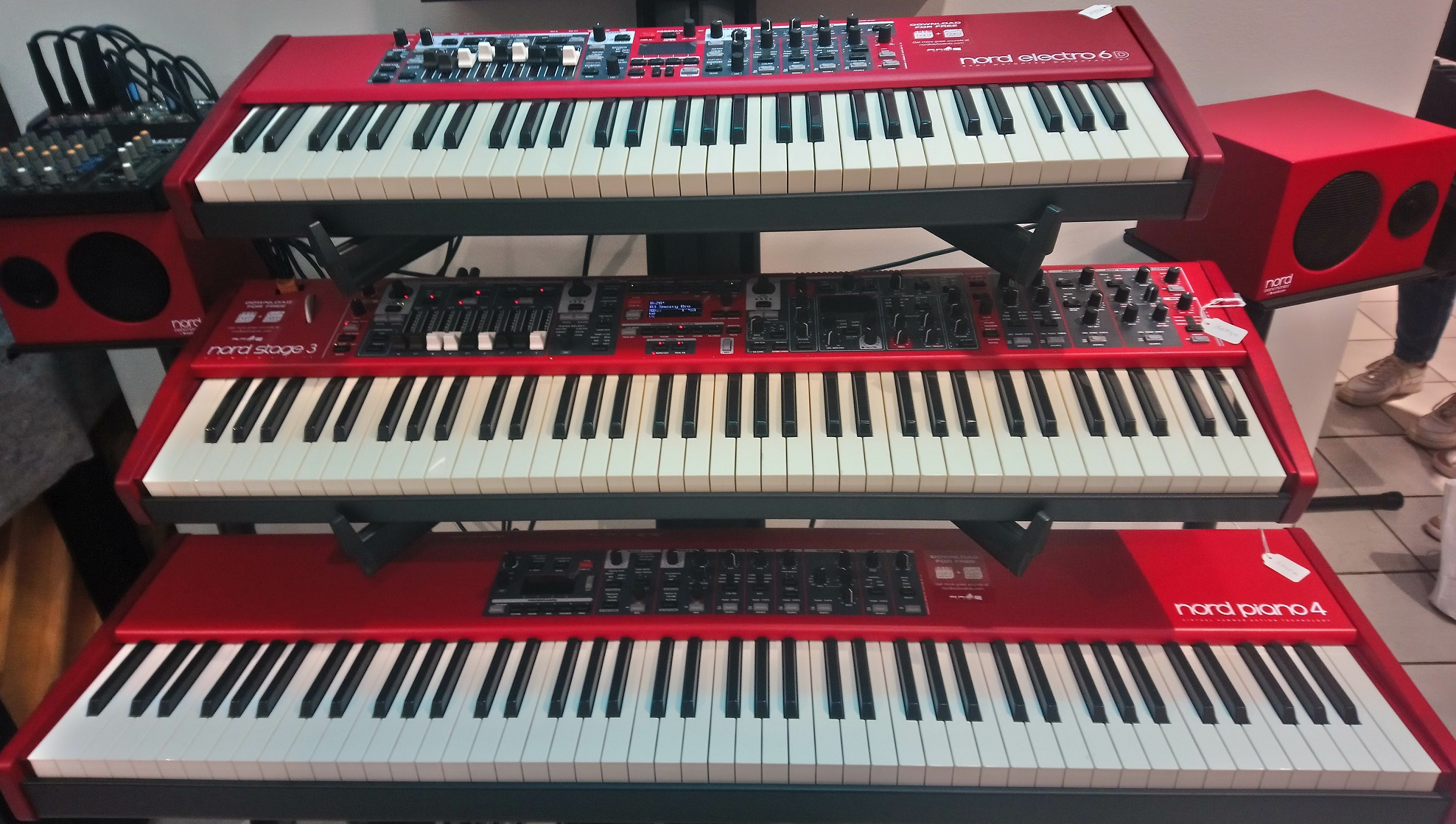
Nord Electro, Stage en Piano